# Большое Погорелово (Ярославская область)
Большо́е Погоре́лово — деревня Огарковского сельского поселения Рыбинского района Ярославской области .
Деревня расположена к востоку от федеральной автомобильной дороге Р104 на участке Рыбинск—Пошехонье, на правом берегу реки Воля. Выше по течению река Воля протекает по лесной и незаселённой местности. К северо-западу от Погорелово непосредственно на автомобильной дороге расположена деревня Ляга. На левом берегу Воли, в сторону Рыбинска — крупная деревня Милюшино. Вниз по реке Воля к западу от автомобильной дороги, в устье реки Воля стоит деревня Костино. На топокартах на левом берегу реки Воля, напротив Большого Погоревово показана деревня Малое Погорелово, которая в современных документах отсутствует . 
Село Большое Погорелое и деревня Меньшое Погорелое обозначенs на плане Генерального межевания Рыбинского уезда 1792 года.
В деревне родился Герой Советского Союза, летчик Анатолий Васильевич Смирнов .
На 1 января 2007 года в деревне числилось 66 постоянных жителей . Почтовое отделение, расположенное в Милюшино, обслуживает в деревне Большое Погорелово 66 домов .